# هيستر سانتلو

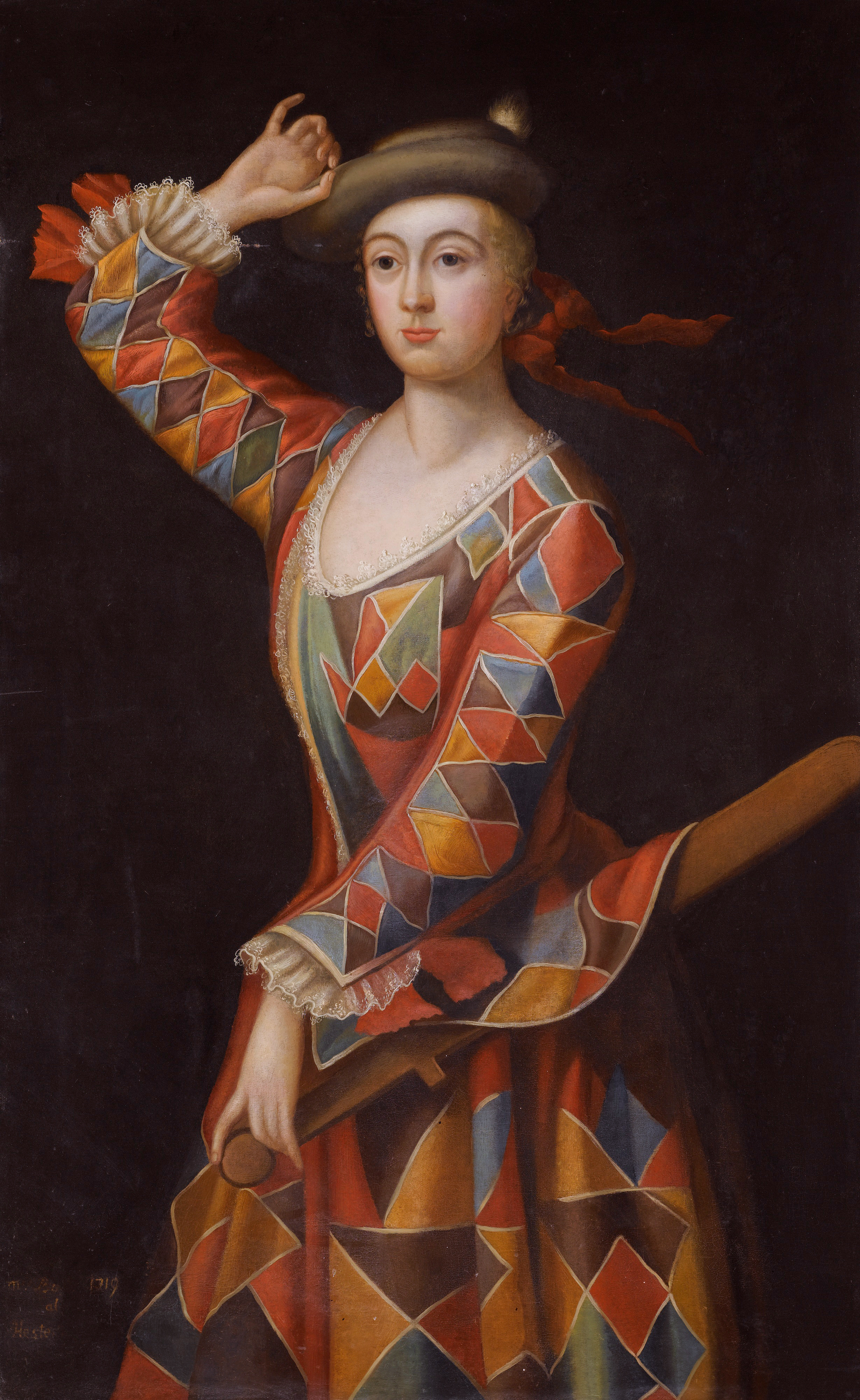
هيستر سانتلو (حوالي 1690-1773) ، الرسم تنسب إلى جون إليس ، 1719)

هيستر سانتلو (اسمها متزوج هيستر بوث ؛ 1690 - 1773) راقصة وممثلة بريطانية مشهورة ، والتي كانت تسمى «راقصة الباليه الأولى في إنجلترا». كانت مؤثرة في العديد من مجالات الحياة المسرحية.

## نشأتها
وُلد هيستر سانتلو في حوالي عام 1690 ، وحوالي عام 1705 أنتج ابنة غير شرعية تدعى هاريوت ؛ كان الأب  جيمس كراغز. تزوجت هاريوت أولاً في عام 1726  ريتشارد إليوت ، ولديها 9 أطفال ، إدوارد كراج إليوت ، البارون الأول إليوت ، وثانيًا في 1749 إلى  جون هاملتون ، الذي أنجبت منه ولدًا ، جون هاملتون ، مركيز أبركورن الأول.

### مسيرتها
في عام 1706 ، قدمت سانتلو أول ظهور لها كراقصة في دروري لين ، وبعد ثلاث سنوات كممثلة على خشبة المسرح في لندن. بعض من أدوارها الأولى شملت Harlequin ، والتي اكتسبت دعما كبيرا في سمعتها.

### حياتها الشخصية
في 1719 ، تزوجت بارتون بوث ، وهو ممثل ممثل. توفي بوث في عام 1733 ، ولكن استمر سانتلو في مرحلة لندن لسنوات عديدة. توفيت في سن الشيخوخة حوالي 1773.

## روابط خارجية
- بوث (قبل الزواج سانتلو) ، هيستر في قاموس أكسفورد للسيرة الوطنية